# مهره پلاتین
مهره پلاتین (به انگلیسی: Platinum Lace) (آوایش انگلیسی: /ˈp. læt. nəm/ leɪs/) یک باشگاه برهنگی است ، در خیابان کاونتری شهر لندن قرار دارد . مهره پلاتین در شهرهای دیگر بریتانیا دارای شعبه‌هایی در نوریچ ، برایتون ، لستر است . رقص برهنگی خصوصی ۲۰ یورو رقص برهنگی خصوصی موردهای وی‌آی‌پی تا ۱۲۰ یورو افزایش می‌یابد . لمس بدنی رقاصان شورای شهر وست‌مینستر ممنوع شده است . البته پلیس از شکایات رقص لمیده ، رقص دور میز و رقص شهوانی را طبق دستورالعمل شورای شهر نادیده می‌گیرد .